# José Longo
Javier Longo (Quetzaltenango, Guatemala; 24 de mayo de 1994) es un futbolista guatemalteco que actualmente milita en el club Xelajú Mario Camposeco de la Liga Nacional de Guatemala, se formó en las canteras del club Xelajú, aunque se marchó muy joven del club fichando a su temprana edad por el Municipal, a formado parte de varios clubes en liga nacional y se desempeña en la posición de delantero.

## Clubes
| Club                              | País      | Año               |
| --------------------------------- | --------- | ----------------- |
| Xelajú Mario Camposeco            | Guatemala | 2014 - 2017       |
| Club Social y Deportivo Municipal | Guatemala | 2017 - 2018       |
| Deportivo Malacateco              | Guatemala | 2018 - 2020       |
| Deportivo Achuapa                 | Guatemala | 2020 - 2021       |
| Deportivo Sololá                  | Guatemala | 2021 - 2022       |
| Deportivo Xinabajul               | Guatemala | 2022 - 2023       |
| Xelajú Mario Camposeco            | Guatemala | 2024 - Actualidad |

## Palmarés

### Campeonatos nacionales
| Título                     | Club            | País      | Año  |
| -------------------------- | --------------- | --------- | ---- |
| Liga Nacional de Guatemala | Xelaju MC       | Guatemala | 2012 |
| Liga Nacional de Guatemala | C.S.D Municipal | Guatemala | 2017 |
| Liga Nacional de Guatemala | Xelaju MC       | Guatemala | 2024 |